# Рю-дю-Ша-кі-Пеш
Рю-дю-Ша-кі-Пеш (фр. rue du Chat-qui-Pêche — вулиця Кота-Рибалки) — вулиця в V окрузі Парижа, що з'єднує набережну Сен-Мішель та вулицю Юшет. Вулиця завширшки 1,80 м та завдовжки 29 м, вважається найвужчою вулицею Парижа (хоча це звання у неї оскаржує Сантьє-де-Мерізіє (фр. Sentier des Merisiers в XII окрузі) та однією з найкоротших.

## Історія
Вулиця відома з 1540 року. У той час набережної ще не існувало, і вуличка була виходом до Сени. Спочатку вона називалася rue des Étuves («Вулиця парилень»), потім назва змінилася на rue du Renard («Лисяча»).
За однією з гіпотез назва вулиці походить від вивіски крамниці, яка знаходилася на ній. За іншою міською легендою чорний кіт Дома Перле, власника рибної крамниці, розташованої на цій вулиці, лапою ловив рибу в Сені.

## У мистецтві
- Угорська письменниця Йолана Фельдеш, яка довгий час жила в Парижі, написала роман «Вулиця кота-рибалки», опублікований 1936 року і перекладений багатьма мовами світу[6][8].
- Аргентинський поет Хуан Гельман згадує вулицю в своєму вірші El botánico[9].
- Вулиці присвячена однойменна пісня швейцарського гурту «Recto Verso»[10].